# Zygophylax
Zygophylax é um género de cnidários pertencente à família Zygophylacidae.
O género tem uma distribuição quase cosmopolita.

## Espécies
Espécies (lista incompleta):
- Zygophylax abyssicola (Stechow, 1926)
- Zygophylax adhaerens (Fraser, 1938)
- Zygophylax africana Stechow, 1923